# La Mothe-Saint-Héray
 La Mothe-Saint-Héray  es una población y comuna francesa, en la región de Poitou-Charentes, departamento de Deux-Sèvres, en el distrito de Niort y cantón de La Mothe-Saint-Héray.

## Demografía
| 2039 | 2004 | 1939 | 1849 | 1857 | 1802 |
| Para los censos de 1962 a 1999 la población legal corresponde a la población sin duplicidades (Fuente: INSEE [Consultar]) |      |      |      |      |      |